# Saccobolus
Saccobolus — рід грибів родини Ascobolaceae. Назва вперше опублікована 1869 року.